# Maud Duplomb
Maud Duplomb (* 31. Oktober 1985 in Annonay) ist eine ehemalige französische Squashspielerin.

## Karriere
Maud Duplomb begann ihre professionelle Karriere in der Saison 2004 auf der PSA World Tour. Ihre höchste Platzierung in der Weltrangliste erreichte sie im Juli 2012 mit Rang 62.
Mit der französischen Nationalmannschaft nahm sie 2004, 2008, 2010 und 2012 an der Weltmeisterschaft teil. Bei Europameisterschaften wurde sie 2010 und 2014 mit der Mannschaft jeweils Vizeeuropameisterin. Ihr bestes Abschneiden bei Europameisterschaften im Einzel erzielte sie 2008, 2012 und 2013 jeweils mit dem Einzug ins Viertelfinale. Ihre letzte Saison spielte sie 2014.

## Erfolge
- Vizeeuropameisterin mit der Mannschaft: 2010, 2014